# ألفريد تنيسون

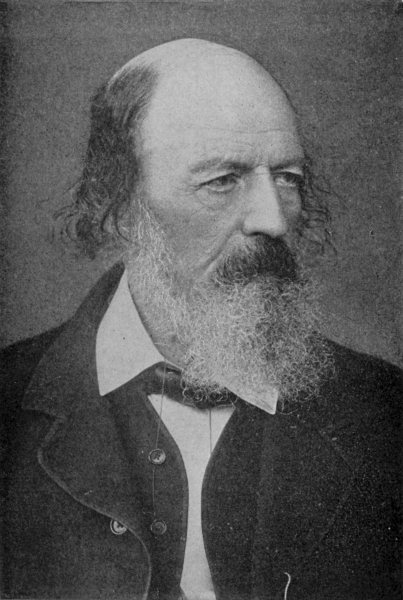
تنيسون

ولد ألفريد تنيسون (بالإنجليزية: Alfred Tennyson) في 6 أغسطس 1809 وتوفي في 6 أكتوبر 1892 شاعر إنجليزي من أبرز شعراء القرن التاسع عشر، عين شاعراً للبلاط 1850 ومن أشهر أعماله قصيدة ((الذكرى)) وديوانه الشعري ((الأميرة)) نظّم عدة قصائد في المناسبات مثل ((أناشيد الملك)) ويعد تنيسون أستاذا للشعر الغنائي كما يعد الشاعر الذي يمثل عصره.
من قصائد تينسون المميزة قصيدة (Ulysses) وهي قصيدة غنائية تحكي قصة ملك لا يحب وجوده في مملكته للحكم ويعتبر الأمر شيئا من إضاعة الوقت وهو يفكر بالسفر واستكشاف البحار والوصول إلى الجزر السعيدة .أوليسس ، الملك، يقدم ابنه تيليماج لخلافته لأنه يعتبر ابنه جدير ومولع بإدارة شؤون المملكة . أليسس يكشف في حواره الداخلي أن عمله عبر البحار في السنوات الماضية قد أكسبه خبرة ومعرفة بالناس وجعله رمزا للآخرين .ولذلك فهو لا يريد أن يهدر باقي عمر ويصدأ، ونما يريد أن يكون لامعا. والفكرة الرئيسة للقصيدة هو تحقيق الطموح.
ينتمي الشاعر للفترة الفيكتورية التي نشط فيها العلم على حساب الدين وأخذت أفكار المحدثين أمثال داروين تتعارض مع الأفكار القديمة الدينية .الفريد تنيسون حاول أن يجمع بين الاثنين العلم والدين ، يتسم أيضا بالتفكر _realism والشعور الاجتماعي ، ويوجد في قصائد الفريد كما في قصائد باقي الشعراء في العصر الفيكتوري ، يوجد الانقباضية والكآبة أو ما يصطلح عليه(melancholy) وهي ناشئة من الشعور بعدم الجدوى من الحياة في المجتمع والتي أصبحت من دون طعم (meaningless) ، وكذلك وعدم المساعدة من قبل الناس (helplessness) .
ويتميز هذا العصر أيضا بثلاث نقاط بارزة مثلت أهم الاحداث هي الثورة الصناعية، وظهور الديمقراطية، وظهور العلم وتأثيره على الدين .
فالشاعر تنيسون يمثل كل جوانب العصر الفيكتوري . ومنها وصف الطبيعة، فهو له القابلية على رصد وملاحظة الطبيعة، والطبيعة بالنسبة له قاسية .

## روابط خارجية
- ألفريد تنيسون على موقع IMDb (الإنجليزية)
- ألفريد تنيسون على موقع الموسوعة البريطانية (الإنجليزية)
- ألفريد تنيسون على موقع ميوزك برينز (الإنجليزية)
- ألفريد تنيسون على موقع قاعدة بيانات برودواي على الإنترنت (الإنجليزية)
- ألفريد تنيسون على موقع إن إن دي بي (الإنجليزية)
- ألفريد تنيسون على موقع ديسكوغز (الإنجليزية)
- ألفريد تنيسون على موقع قاعدة بيانات الفيلم (الإنجليزية)